# Peter Ludlow
Peter Ludlow, född 16 januari 1957, är en amerikansk filosof som är mest känd för sitt arbete inom språkfilosofi och rättsinformatik.
Han är särskilt känd för sitt tvärvetenskapliga arbete om förhållandet mellan språkvetenskap och filosofi, särskilt de filosofiska grundvalarna för Noam Chomskys generativa lingvistik och för teorin om mening i semantik. Han har arbetat med analytisk språkfilosofi inom kunskapsteori, metafysik och logik.
Ludlow är också känd för sitt arbeta med begreppsliga frågor i cyberrymden, såsom juridiska frågor som rör denna, inklusive lagstiftning, myndighetsutövning och kontroll av webbaserade spel och andra virtuella gemenskaper. Han har även skrivit om "hacktivist"-kultur och liknande fenomen som Wikileaks.
Ludlow har studerat för Noam Chomsky och tog sin Ph.D. i filosofi vid Columbia University 1985, med Charles Parsons (son till Talcott Parsons) som handledare. Han har varit docent vid State University of New York vid Stony Brook och professor i filosofi vid University of Michigan, University of Toronto och Northwestern University, där han var John Evans-professorn i moralisk och intellektuell filosofi.

## Viktiga verk
- High Noon on the Electronic Frontier (1996) ISBN 0-262-62103-7
- Semantics, Tense, and Time: an Essay in the Metaphysics of Natural Language (1999) ISBN 978-0-262-12219-1
- Crypto Anarchy, Cyberstates, and Pirate Utopias (2001) ISBN 0-262-62151-7
- The Second Life Herald: The Virtual Tabloid that Witnessed the Dawn of the Metaverse (2009) ISBN 978-0-262-51322-7
- Our Future in Virtual Worlds (2010) ASIN: B0044XV80U
- The Philosophy of Generative Linguistics (2010) ISBN 978-0-19-925853-6